# Homeovestismo

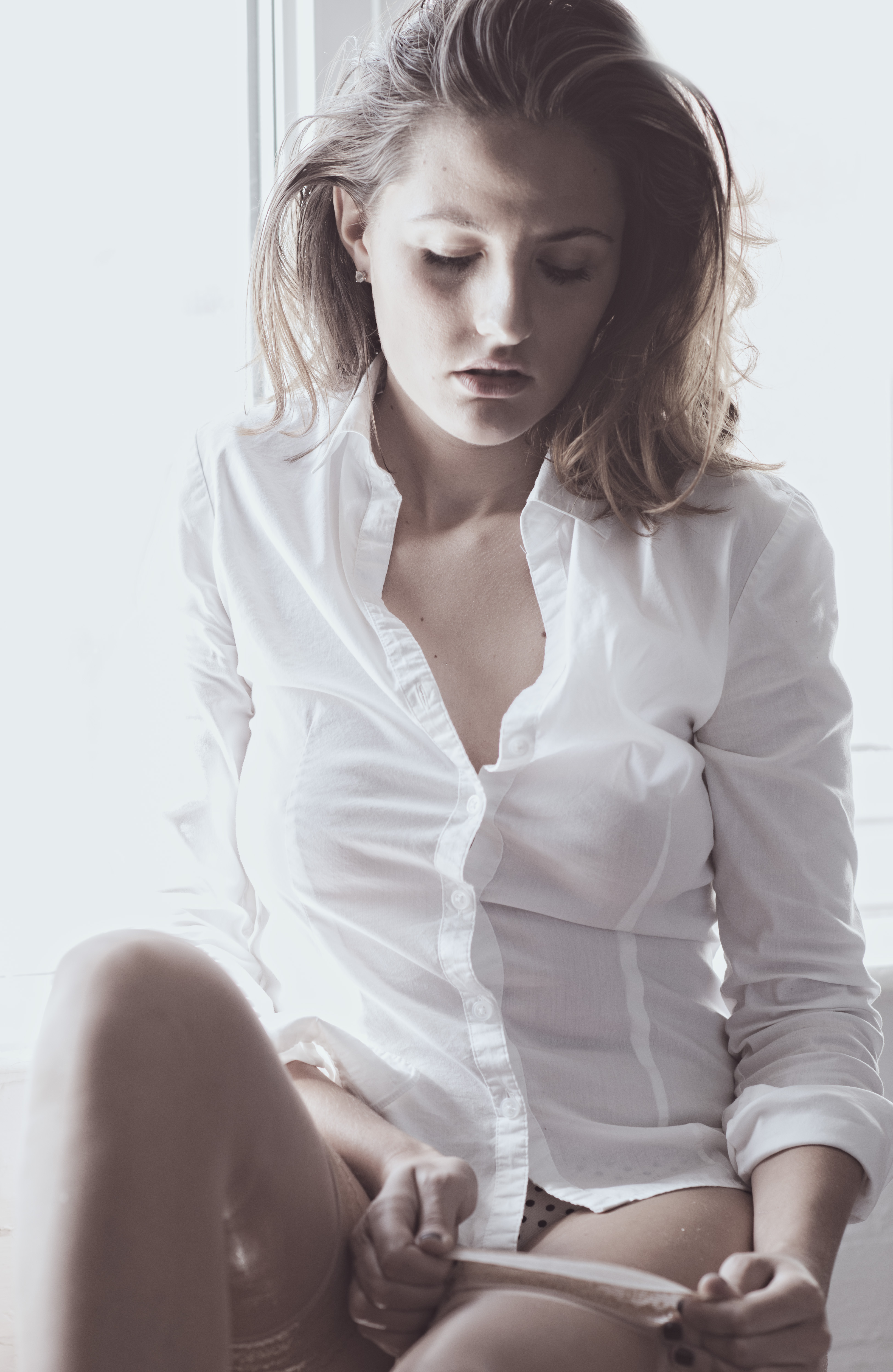
Muestra de excitación femenina con la propia ropa.

El homeovestismo se refiere a la excitación sexual provocada por el uso de ropa típica del propio género. Es la contraparte del fetichismo travestista.

## Definición
El formalmente denominado homeovestismo es un concepto originalmente identificado por George Zavitzianos y posteriormente desarrollado en mayor profundidad por Louise J. Kaplan, para referirse a la excitación sexual que le provoca a ciertos individuos el usar ropa típica de su propio género, en comparación con la más ampliamente difundida y reconocida práctica del fetichismo travestista, en la cual uno se excita sexualmente al usar las prendas típicas del sexo opuesto.
Según el libro Female perversions (“Perversiones femeninas”) de Louise Kaplan (1991), el homeovestismo es «una personificación (impersonation) del padre fálico idealizado» del mismo sexo «para vencer avergonzantes y atemorizantes identificaciones con el género opuesto (cross-gender)».

## Nota y referencias
1. ↑  Zavitzianos, George (1967). «Problems of Technique in the Analysis of a Juvenile Delinquent: Therapeutic Alliance and Transference Neurosis (“Problemas de técnica en el análisis de un delincuente juvenil: Alianza terapéutica y neurosis de transferencia”)».  En PEP, ed. International Journal of Psychoanalysis 48 (3): 439-447. PMID 6053305.
2. ↑  Zavitzianos, George (1971). «Fetishism and Exhibitionism in the Female and Their Relationship to Psychopathy and Kleptomania (“Fetichismo y exhibicionismo en la mujer y su relación a la psicopatía y cleptomanía”)».  En PEP, ed. International Journal of Psychoanalysis 52 (3): 297-305. PMID 5570058.
3. ↑  Zavitzianos, George (1972). «Homeovestism: Perverse Form of Behaviour Involving the Wearing of Clothes of the Same Sex (“Homeovestismo: Perversa forma de conducta que involucra el uso de ropas del mismo sexo”)».  En PEP, ed. International Journal of Psychoanalysis 53 (4): 471-477. PMID 4664943.
4. ↑  Zavitzianos, George (1977). «The Object in Fetishism, Homeovestism, and Transvestism (“El objeto en el fetichismo, homeovestismo y travestismo”)».  En PEP, ed. International Journal of Psychoanalysis 58 (4): 487-495. PMID 598975.
5. ↑  Kaplan, Louise J. (1991).  Doubleday, ed. Female Perversions: The Temptations of Madame Bovary (“Perversiones femeninas: Las tentaciones de Madame Bovary”). p. 546 (incluyendo nota al pie con referencia cruzada hacia la página 250). ISBN 0385262337.